# Frontera entre Israel i Jordània
La frontera entre Israel i Jordània és una frontera que es divideix en dos sectors:
- Al nord, segueix els darrers quilòmetres del curs del riu Yarmuk a la seva confluència amb Jordània, i després segueix el curs d'aquest riu durant uns vint quilòmetres.

Al sud, la frontera comença novament al mig del Mar Mort després del wadi Araba fins al golf d'Aqaba.
Aquesta ruta s'ha establert des del Tractat de Pau Israel-Jordània de 1994, que fa referència al riu Jordà.

## Cas deCisjordàniai la "Línia verda"
La part fronterera del riu Jordà i el mar Mort, situada entre les seccions abans esmentades (és a dir, entre les localitats d'Ein Gedi i Beit She'an), no es va solucionar perquè Jordània, que fins al juliol de 1988 exercia en teoria la seva sobirania sobre els territoris situats a l'oest del riu i anomenades fins llavors a Cisjordània (és a dir "a aquest costat del Jordà"). Amman, com gairebé tots els capitals àrabs, volent que els palestins exercissin una gestió exclusiva sobre aquests territoris, esperaven que l'Autoritat Nacional Palestina fos l'únic interlocutor de possibles discussions sobre aquesta part des de la frontera.
Anteriorment, el "Regne haixemita de Jordània" va ocupar i annexar la Ribera Occidental de 1949 a 1967, després de l'acord d'armistici àrab-israelià de 1949 signat després de l'acord Guerra de 1948. La línia verda, que constituïa l'antiga línia frontal de l'armistici, separava la Ribera Occidental del territori israelià i passava per Jerusalem, que va ser tallada en dos:
- a Israel: Jerusalem Occidental, que comprèn l'enclavament de Muntanya Scopus;
- a Jordània: Jerusalem Est amb la Ciutat Vella.

En 1967, la Guerra dels Sis Dies dona als israelians l'oportunitat d'envair completament la Ribera Occidental. Des d'aquesta data, fins a la signatura dels Acords d'Oslo de 1993, l'Estat hebreu controlava tots els territoris a l'oest del riu Jordà.
Avui, l'antiga línia verda és un tema molt delicat en les negociacions entre Israel i els palestins (especialment amb l'Autoritat Palestina), els israelians consideren que la "Gran Jerusalem" (est i oest) ha de romandre unificada des de l'aprovació de la "Llei de Jerusalem" el 1980, proclamant la ciutat santa com la capital "única i indivisible" de l'estat jueu.
A més, la construcció del Mur de Cisjordània des de començaments dels anys 2000 ha fet que els palestins temin un canvi unilateral en aquesta demarcació. De fet, el recorregut del Mur de vegades passa diversos quilòmetres a l'interior de la Ribera Occidental.

## Cas del Golan
També des de la Guerra dels Sis Dies que les Forces de Defensa d'Israel ocupen els Alts del Golan, presos a Síria, i que Israel s'annexà unilateralment en 1981. El seu límit meridional, que discorre pel Yarmuk i formava part de la frontera entre Jordània i Síria i s'ha convertit de facto frontera israeliano-jordana.

## Principals punts de pas
Els principals punts de pas cap a Jordània, entre Cisjordània i Jordània, són:
- el Pont Allenby, a una desena de kilòmetres de Jericó ;
- el Pont Adam, més al nord.